# Фармаковський Мстислав Володимирович
Мстислав Володимирович Фармаковський (рос. Мстислав Владимирович Фармаковский; нар. 27 червня 1873, Вятка — пом. 28 березня 1946, Ленінград) — російський мистецтвознавець, художник і педагог; доктор історичних наук з 1946 року; член Товариства південноросійських художників з 1907 року.

## Біографія
Народився 27 червня 1873 року у місті Вятці (нині Кіров, Росія). 1895 року закінчив відділення археології історико-філологічного факультету Новоросійського університету в Одесі; у 1899 році — Одеське художнє училище; 1902 року — Дюссельдорфську академію мистецтв.
Протягом 1902—1906 років працював художником у друкарнях, видавництвах, музеях. Брав активну участь у діяльності Одеського товариства історії і старожитностей. У 1905—1906 роках з групою однодумців з Товариства південноруських художників в Одесі видавав сатиричний журнал «Звон». В журналі розміщував свої пейзажі і портрети (зокрема пастеллю).
З 1906 по 1908 жив у Парижі, де займався живописом, знайомився з технологією прикладного мистецтва (порцеляна та вітраж), виступав на міжнародних конкурсах прикладного мистецтва, вивчав проблеми складання та збереження музейних колекцій.
Протягом 1908—1913 років викладав стародавні мови у Петергофській гімназії та у 1913—1914 роках — у чоловічій гімназії у Санкт-Петербурзі, у 1914–1918 роках — викладач, виконувач обов'язків інспектора 12-ї чоловічої гімназії. Одночасно, з 1908 року, працював у археологічній комісії, з 1913 по 1919 рік — її член-кореспондент.
Упродовж 1918—1931 років працював у Російському музеї у Петрограді/Ленінграді. Був одним із організаторів та зберігачем історико-побутового відділу. Одночасно у 1919—1931 та у 1934—1938 роках працював у Російській академії історії матеріальної культури; з 1923 року займався викладацькою діяльністю на Вищих курсах мистецтвознавства при Державному інституті історії мистецтв і в Ленінградському університеті (як надштатний доцент: з 1924 року — на факультеті суспільних наук, з 1925 року — на факультеті мовознавства та матеріальної культури, у 1929—1931 роках — у Ленінградському історико-лінгвістичному інституті).
У 1930 році, в результаті «чистки кадрів», був звільнений з Державної академії історії матеріальної культури та у 1931 році вислано до Ярославля, де працював у краєзнавчому музеї науковим співробітником.
У 1934—1946 роках знову працював в Російському музеї: науковим консультантом, завідувачем реставраційної майстерні, головним зберігачем. У роки німецько-радянської війни, поряд з діяльністю зі збереження частини колекції музею, що залишилася в Ленінграді, не припиняв дослідницьку роботу. Помер в Ленінграді 28 березня 1946 року.

## Праці
- «Блюда епископа Патерна» // Известия ИАК. 1913. Випуск 49;
- «Пикник в деревне». Ленінград, 1927;
- «Наборный туалет работы крепостного мастера». Ленінград, 1927;
- «Три жалованных кубка из старинного семейного серебра Шереметевых». Ленінград, 1928;
- «Техника экспозиции в историко-бытовых музеях». Ленінград, 1928;
- «Хранение музейных ценностей». Ленінград, 1940;
- «Воздушный режим в музеях». Ленінград, 1941;
- «Консервация и реставрация музейных коллекций». Москва, 1947;
- «Акварель, ее техника и консервация». Москва, 1950;
- «Изделия из волокнистых материалов. Исторический памятник русского арктического мореплавания XVII века». Москва—Ленінград, 1951.

Також автор низки праць, присвячених історії російського мистецтва.